# Квахтюга
Квахтюга — сельский населённый пункт в Виноградовском районе Архангельской области России.

## География
Квахтюга входит в состав Осиновского сельского поселения Виноградовского муниципального района. Хотя, первоначально, планировалось создать Ваеньгское сельское поселение с центром в посёлке Воронцы. Квахтюга расположена на левом берегу реки Ваеньга, ниже устья Малой Квахтюги.

## История
Квахтюга появилась на карте области в конце 1940-х годов, как посёлок лесозаготовителей. Посёлки лесозаготовителей Квахтюга и Воронцы относились к Березниковскому леспромхозу, затем — к Двиноважской сплавконторе.

## Население
| 2002 | 2010 | 2012 |
| ---- | ---- | ---- |
| 131  | ↘86  | ↗104 |

Численность населения посёлка, по данным Всероссийской переписи населения 2010 года, составляет 86 человек. На 1.01.2010 числилось 136 человек. В 2009 году было 147 человек.

## Топографические карты
- Топографическая карта P-38-39,40. Рочегда
- Квахтюга на Wikimapia Архивировано 25 августа 2011 года.
- Квахтюга. Публичная кадастровая карта. Архивировано из оригинала 5 марта 2016 года.